# 히가시마이즈루역
히가시마이즈루역(일본어: 東舞鶴駅)은 일본 교토부 마이즈루시에 위치한 서일본 여객철도의 철도역이다. 마이즈루 선의 소속역이며, 이 역을 기·종점으로 하는 오바마 선 등 2개의 노선이 운행되고 있다. 섬식 승강장 1면 2선의 구조를 갖춘 지상역이다.

## 타는 곳
| 1 · 2 | ■ 마이즈루 선 | 니시마이즈루 · 아야베 · 후쿠치야마 · 교토 방면 |
| 1 · 2 | ■ 오바마 선   | 오바마 · 쓰루가 방면                           |

## 이용 현황
| 승차 인원 추이 | 승차 인원 추이 |
| 연도           | 1일 평균       |
| -------------- | -------------- |
| 1999           | 1,471          |
| 2000           | 1,534          |
| 2001           | 1,504          |
| 2002           | 1,488          |
| 2003           | 1,479          |
| 2004           | 1,384          |
| 2005           | 1,370          |
| 2006           | 1,345          |
| 2007           | 1,356          |
| 2008           | 1,345          |
| 2009           | 1,288          |
| 2010           | 1,296          |
| 2011           | 1,366          |
| 2012           | 1,422          |
| 2013           | 1,526          |
| 2014           | 1,482          |

## 역 주변
- 마이즈루 시청
- 마이즈루 시민 병원
- 교토 신문 마이즈루 지국
- 마이즈루 의료센터
- 산케이 신문 마이즈루 지국

## 인접 역
| 서일본 여객철도 마이즈루 선 | 서일본 여객철도 마이즈루 선 | 서일본 여객철도 마이즈루 선 |
| --------------------------- | --------------------------- | --------------------------- |
| 니시마이즈루 아야베 방면    | ■ 마이즈루 선               | 시·종착역                   |
| 서일본 여객철도 오바마 선   |                             |                             |
| 시·종착역                   | ■ 오바마 선                 | 마쓰노오데라 쓰루가 방면    |